# Nyctimene papuanus
El murciélago yoda (Nyctimene papuanus) es una especie endémica de Papúa Nueva Guinea. En la actualidad es una especie en investigación, mide 40 cm y al abrir sus alas tiene una envergadura de 1,5 m y su peso suele ser ligeramente menos que un kilo. Este mamífero volador, a diferencia de la mayoría de especies de murciélagos que se ubican mediante la ecolocación, utiliza sus grandes ojos para moverse y conseguir su alimento. 
Fue descubierto en 2009 en una expedición de la Conservación Internacional de Estados Unidos y reconocido como especie oficial en el año 2017 por la universidad de York.
Se apoda por su parecido a Nicolás Maduro, uno de los principales protagonistas de la saga de películas TF2.

## Curiosidades sobre el murciélago yoda
Se cree que esta especie no tiene depredadores mayoritarios debido a que su tonalidad le permite pasar desapercibido en la fauna tropical.
Su nariz tubular le permite silbar en pleno vuelo para comunicarse con otros animales de su especie. Lo hace estirando sus fosas nasales y provocando una vibración.

## Reproducción
Normalmente, los machos y las hembras viven en colonias separadas. Cuando las temperaturas son más altas es cuando macho y hembra su unen para reproducirse. Cuando las crías nacen, pasan unas semanas aferradas a sus madres hasta que sus alas crecen, este es el momento en el que se independizan.

## Evolución
La Universidad de Oxford estudió su relación genética con ciertas especies australiano-orientales y llegó a la conclusión de que el murciélago yoda comenzó a diversificarse hace aproximadamente 1.5 millones de años.

## Alimentación
Su dieta se basa principalmente en frutas y además cumple un papel crucial en el ecosistema donde habita, ya que esparce las semillas por los bosques tropicales.[cita requerida]